# Isen (Baviera)
Isen es un municipio situado en el distrito de Erding, en el estado federado de Baviera (Alemania), con una población a finales de 2016 de unos 5832 habitantes.
Se encuentra ubicado en la zona centro-sur del estado, en la región de Alta Baviera, a poca distancia al sur del río Danubio y al oeste de la frontera con Austria.